# IDempiere
iDempiere Business Suite  también conocido como OSGI + Adempiere es un software ERP Sistema de planificación de recursos empresariales de código abierto, que incluye también funcionalidades de CRM  Administración de la Relación con los Clientes y SCM Administración de la cadena de suministro.
Este programa incluye todas las funciones de un ERP moderno siendo altamente extendible a través de plugins, permitiendo ser configurado para cada caso específico de negocio, en la medida en que se tenga un plan de implementación y una curva de aprendizaje adecuada.

## Características
iDempiere puede ser usado gratuitamente y soporta:
- Múltiples Compañías (grupos empresariales, empresas clientes, etc)
- Múltiples organizaciones (plantas, sedes, empresas, etc.)
- Múltiples idiomas (29 localizaciones)
- Múltiples monedas
- Múltiples esquemas contables
- Múlti-usuario

La arquitectura del sistema de iDempiere es sofisticada permitiendo ampliar fácilmente sus funciones mientras se mantiene un estado simple y flexible del sistema de negocios ERP.

## Historia
1999, Jorg Janke crea Compiere un predecesor de iDempiere, Jorg había trabajado previamente en las sedes de Alemania y Estados Unidos de Oracle.
2006, Inicia el desarrollo de ADempiere como una bifurcación de la versión libre de Compiere
2008-20, Algunos usuarios de la comunidad de Adempiere trabajan en una propuesta diseño modular del ERP, con algunas implementaciones OSGI como Apache Felix y Equinox.
20 Son lanzados Adempiere 3.6.0 LTS y Branch GlobalQSS Adempiere361.
2011, Debido a desacuerdos en la comunidad de los principales desarrolladores de ADempiere ellos deciden usar el nuevo nombre iDempiere para la nueva arquitectura OSGi. Por tanto iDempiere puede ser visto como la siguiente generación de ADempiere o como una bifurcación de la versión de ADempiere Branch GlobalQSS Adempiere361. The majority of the active developer community started to work on iDempiere. La primera gran diferencia de iDempiere 1.0 con ADempiere, esta en la actualización tecnológica de su plataforma, de esta manera está basado en un framework OSGi permitiendo una estructura de plug-ins, de esta manera varios códigos específicos de Adempiere han sido actualizados como plgins en iDempiere. También el servidor de aplicación Jboss fue remplazado por Apache Tomcat   mejorando el rendimiento y tamaño, Se decide usar Eclipse Buckminster y se migra de ZK3.6 a ZK6 y 7 sobre el cual se implementó una interfaz rediseñada.
2015, En la versión 3.1 Apache Tomcat fue remplazado por Jetty 9.2.3,.
2017, En la versión 5.1 el ZK es actualizado a versión 8.0.2.2 y Oracle ha sido exitosamente probado para la versión 12C.
2018, En la versión 6.1, OpenJDK es actualizado de la versión 8 a la versión . La dependencia con Eclipse Buckminster para compilar iDempiere fue cambiada a maven.
2019, En la versión 6.2, OpenJDK es actualizado a java 11.
2019, El código fuente es migrado de bitbucket/mercurial a github/git
2023, En la versión 11, OpenJDK es actualizado a java 17.

### Premios y reconocimientos
Ganador del InfoWorld's Bossie award para mejor aplicación de software de código abierto, en 2015 y 2016.
Computer Review (página web rusa) - Los mejores sistemas ERP "libres", de niveles básico, secundario y más alto, 5 de noviembre de 2015
SourceForge - Proyecto del mes de julio de 2016 por elección de la comunidad.
Datamation - “Software de código abierto para Empresarias: 12 Aplicaciones Principales”, 22 de agosto de 2016
TG Daily  -   Mejores aplicaciones de código abierto en 2017, 20 de marzo de 2017.
Capterra Logistics Technology Blog - El Top 8 del Software ERP gratis y libre, 26 de julio de 2017.
SourceForge - Nuevamente proyecto del mes de febrero de 2018 por elección de la comunidad.

## Arquitectura
iDempiere está desarrollado en Java y funciona sobre el servidor de aplicación Jetty accesible a través de ZK., Usa el framework OSGi para montar módulos en caliente. soporta bases de datos Oracle y PostgreSQL.
Funciona como un software de cliente web en los navegadores Firefox, Chrome, Opera e Internet Explorer, lo que permite a los usuarios abrir registros relacionados rápida y fácilmente a través de enlaces.

## Funcionalidad

### Diccionario de Aplicación

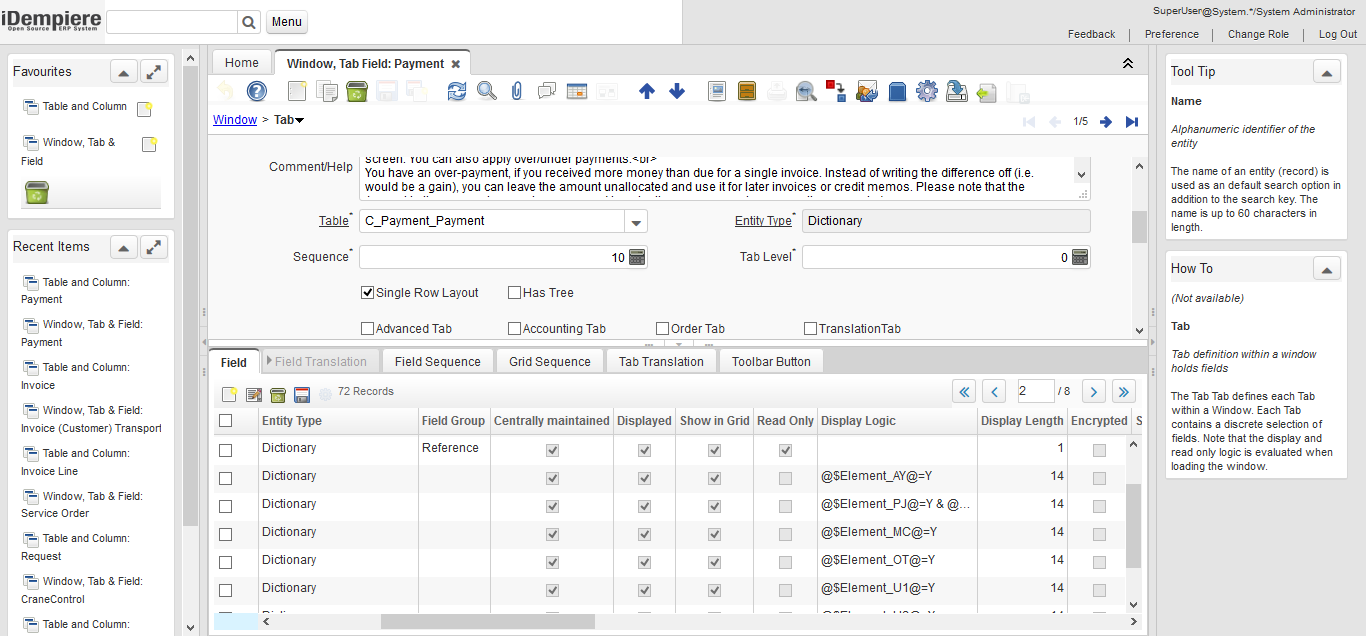
Diccionario de Aplicación en iDempiere

Una de las principales características es el diccionario de aplicación, que extiende el concepto de "Diccionario de Datos" hacia un "Diccionario de Datos Activo", permitiendo la administración en iDempiere de entidades, reglas de validación, ventanas, formatos, lógica de despliegue, etc. Haciendo que muchas funciones puedan realizarse directamente en el diccionario, sin necesidad de modificar el código JAVA. Por lo tanto, iDempiere puede verse no solo como un ERP sino también como una plataforma para crear aplicaciones de base de datos.

#### Personalización
En iDempiere es muy simple crear nuevas tablas y ventanas para agregar información específica de negocio.

### Plugins
La wiki de iDempiere permite a los usuarios calificar los desarrollos que son publicados en el "plugin market", donde existen entre otros desarrollos de:
- Localización
- Integración con otros programas (como Asterisk, Openbravo Pos, Google maps)
- Requerimientos específicos de distintos sectores(como administración de activos, Manufactura)

### Flujos de trabajo
iDempiere tiene un motor de flujos de trabajo basado en el estándar WfMC, para administrar los flujos de trabajo entre documentos y requerimientos de BPM.

### Reportes
- iDempiere incluye un sistema de generación de reportes simple, poderoso y configurable (Con el Diccionario de Aplicación) que permite abrir otros reportes o ventanas a través de enlaces en cada reporte así como exportarla a otros tipos de documento (PDF,, Excel etc.)
- Soporta igualmente reportes generados con JasperReports[24]

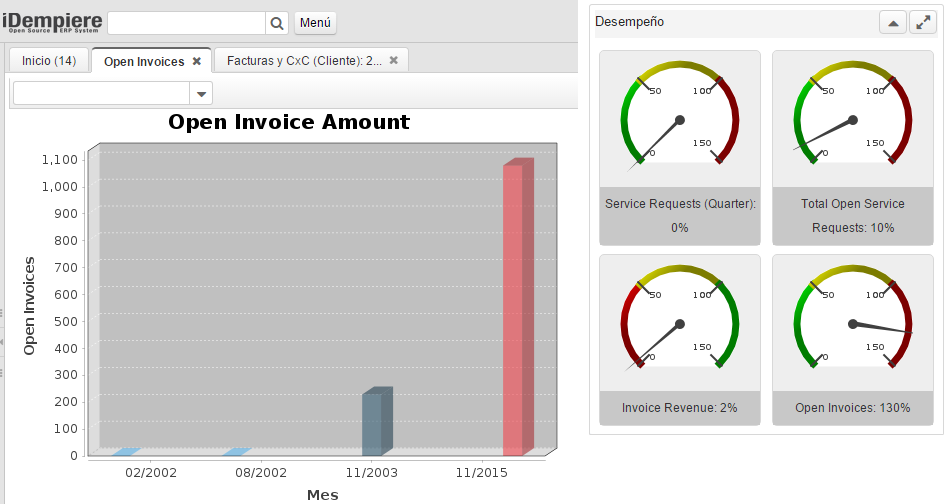
Performance indicators

### Indicadores de desempeño
Gráficas de desempeño pueden ser calculados desde el diccionario de aplicación, permitiendo así ver gráficamente el cumplimiento de indicadores o metas de negocio.
Desde las gráficas puede accederse a los datos que las generan, (al hacer clic sobre ellas, se abren las ventanas de datos correspondientes con la información automáticamente filtrada. 

### Administrador del sistema
- Acceso al sistema basado en roles y usuarios.
- Proceso de auditoría. Es posible configurar registros de auditoría para los campos actualizados.

## Versiones
| Fecha de publicación    | Número de Versión       | Notas                                     |
| ----------------------- | ----------------------- | ----------------------------------------- |
| 31 de octubre de 2012   | 1.0.a Halloween Edition | - Primera versión oficial - Versión alfa  |
| 24 de abril de 2013     | v1.0b Devina            |                                           |
| 27 de junio de 2013     | v1.0c Devina LTS        |                                           |
| 31 de octubre de 2013   | 2.0                     |                                           |
| 31 de octubre de 2014   | 2.1                     |                                           |
| 31 de octubre de 2015   | 3.1 (Maitreyi)          |                                           |
| 31 de octubre de 2016   | 4.1                     |                                           |
| 31 de octubre de 2017   | 5.1                     |                                           |
| 4 de noviembre de 2018  | 6.1                     |                                           |
| 6 de enero de 2019      | 6.2                     |                                           |
| 22 de noviembre de 2019 | 7.1                     |                                           |
| 3 de noviembre de 2020  | 8.1                     |                                           |
| 20 de diciembre de 2020 | 8.2 Phong               |                                           |
| 24 de diciembre de 2021 | 9 Horizon               |                                           |
| 24 de diciembre de 2022 | 10 Peace                |                                           |
| 24 de diciembre de 2023 | 11 Synergy              |                                           |
| 24 de diciembre de 2024 | 12 Kudos                | - Versión estable - mantenida diariamente |

## Comunidad
iDempiere es apoyado por una comunidad mundial de personas comprometidas con el proyecto, entre usuarios finales, implementadores y especialistas técnicos del proyecto, en este último grupo sobresalen en su mantenimiento:
| Ubicación geográfica | Nombre       | Algunos aportes | aportes código Adempiere | aportes código iDempiere |
| -------------------- | ------------ | --- | ------------------------ | ------------------------ |
| Colombia             | Carlos Ruiz  | Mantenimiento de Adempiere 3.6.0LTS y especialmente "Branch GlobalQSS 361" versión de transición hacia iDempiere.        | 1.488                    | 3.153                    |
| Malasia              | Low Heng Sin | Creador del proyecto original de "Adempiere sobre OSGi" dentro de la comunidad Adempiere (versión beta, diciembre de 20) | 1.404                    | 3.060                    |
| Malasia              | Redhuan      | Líder de la comunidad Propone estructurar iDempiere sobre la filosofía de "Círculos de confianza" de Linus Torvalds.     | 362                      | 366                      |

Hay comunidades locales activas en Colombia, Brasil, Malasia, Japón, China, EE. UU., Alemania, Indonesia, India, Rusia y otros países.
La mejor forma de conectarse con la comunidad para usuarios, desarrolladores y documentadores es la wiki, foros y chats como:
- Proyecto Wiki (varios idiomas).[43]
- Grupo Google - Foros de soporte : 4.187 temas (grupo en inglés), 590 temas (grupo en español).[44]
- Grupo Google - iDempiere Desarrollo: 4.465 temas.
- Canal de IR.C[45]

El código de iDempiere incluye por supuesto gran cantidad de aportes realizados en la versión de código abierto de Compiere principalmente de su creador Jorg Janke antiguo trabajador de Oracle Alemania y Usa. Así mismo muchas líneas provienen de desarrolladores de Adempiere algunos de los cuales no se han involucrado en iDempiere.

### Conferencias mundiales
- 2013, 16/17 de mayo  @– Krefeld, Alemania. Visitado por aproximadamente 30 desarrolladores de 4 continentes.[46]
- 2014, 7 de marczo  @– Bonn, Alemania.  (Informal alemán iDempiere Conferencia)[47]
- 2015, 3/4 de septiembre  @– Krefeld, Alemania. Visitado por aproximadamente 38 desarrolladores de 5 continentes.[48]
- 2019, 31 octubre/1 noviembre  @– Lyon, Francia. Visitado por aproximadamente 52 desarrolladores de 23 países, 5 continentes.[49]

### Desarrollo
El entorno de desarrollo (IDE) utilizado para iDempiere es Eclipse con Maven, Git, Equinox (OSGi) y Apache Felix Web Console.
Idempiere Utiliza Jira para el seguimiento de fallas/cambios, integración continua y colaboración en tiempo Real, de este modo  integra las contribuciones de la comunidad en una manera ágil, aun así todos los códigos del Core pasan por revisión antes de integrarse.